# Грейс Хуанг
Грейс Хуанг (кит. 黃芝琪, англ. Grace Huang; род. 1983) — австралийская актриса и фотомодель тайваньского происхождения.

## Биография
Грейс Хуанг родилась в 1983 году, закончила Сиднейский университет со специализацией в области бухгалтерского учёта и коммерческого права. Снималась для австралийских версий журналов Vogue, Harper's Bazaar, FHM, Oyster, Elle, Marie Claire. Представитель бренда «Kailis Australian Pearls».
В 2004 году дебютировала на телевидении. В 2011 году снялась в короткометражном фильме «Кровавый трафик». В 2012 году снялась в фильме «Железный кулак», а в 2014 году — в его продолжении. В 2016 году сыграла в фильме «День независимости: Возрождение».

## Награды и номинации
- 2011 — премия «HollyShorts Film Festival» в категории «Лучшая актриса» («Кровавый траффик»)[3].
- 2013 — номинация на премию «WorldFest Houston»-«Special Jury Award» в категории «Лучшая актриса — Выбор критиков» («Нет слов»)[7].

## Фильмография
| Год  |     | Русское название                           | Оригинальное название         | Роль        |
| ---- | --- | ------------------------------------------ | ----------------------------- | ----------- |
| 2009 | ф   | Подслушанное                               | Sit ting fung wan             | Дженни      |
| 2010 | кор | Красная земля                              | Red Earth                     | девушка     |
| 2011 | кор | Кровавый траффик                           | Bloodtraffick                 | Ава Чен     |
| 2011 | ф   | Любовь в космосе                           | Quan qiu re lian              | Банни       |
| 2012 | с   | 6 незнакомцев                              | Strangers 6                   | Фей Фей     |
| 2012 | ф   | Холодная война                             | Hon zin                       | Мэй Ченг    |
| 2012 | ф   | Железный кулак                             | The Man with the Iron Fists   | близнецы    |
| 2013 | ф   | Нет слов                                   | Lost for Words                | Анна        |
| 2014 | с   | Искусственный интеллект                    | Intelligence                  | Мей Чен     |
| 2015 | с   | Свидетель                                  | Hiding                        | Синди       |
| 2015 | ф   | Жасмин                                     | Jasmine                       | Жасмин То   |
| 2015 | ф   | Бесконечность                              | Infini                        | Клэр Гренич |
| 2015 | ф   | Железный кулак 2                           | The Man with the Iron Fists 2 | близнецы    |
| 2015 | с   | Паранормальный разум                       | Paranormal Mind               | мадам О     |
| 2016 | ф   | Дитя Осириса: Научная фантастика, выпуск 1 | SFv1: The Osiris Child        | Дженди      |
| 2016 | ф   | День независимости: Возрождение            | Independence Day: Resurgence  | Лин Танг    |
| 2016 | с   | Рейк                                       | Rake                          | Джен        |
| 2018 | ф   | Золото Флинна                              | In Like Flynn                 | Ачун        |